# Galatás (ort i Grekland, Epirus)
Galatás är en ort i Grekland.   Den ligger i prefekturen Nomós Prevézis och regionen Epirus, i den centrala delen av landet, 290 km nordväst om huvudstaden Aten. Galatás ligger 187 meter över havet och antalet invånare är 105.
Terrängen runt Galatás är kuperad åt sydost, men åt nordväst är den bergig. Runt Galatás är det ganska glesbefolkat, med 42 invånare per kvadratkilometer. Närmaste större samhälle är Filippiáda, 11,1 km sydost om Galatás. == Kommentarer ==
1. ↑  Framräknat ur variansen i alla höjduppgifter (DEM 3") från Viewfinder Panoramas, inom 10 km radie.[2] Mer om algoritmen finns här: Användare:Lsjbot/Algoritmer.